# Peperomia versteegii
Peperomia versteegii är en pepparväxtart som beskrevs av C. Dc.. Peperomia versteegii ingår i släktet peperomior, och familjen pepparväxter. Inga underarter finns listade i Catalogue of Life.